# Villanueva de Alcardete
Villanueva de Alcardete é um município da Espanha na província de Toledo, comunidade autónoma de Castilla-La Mancha, de área 147,31 km² com população de 3589 habitantes (2004) e densidade populacional de 24,36 hab/km².

## Demografia
| Variação demográfica do município entre 1991 e 2004 | Variação demográfica do município entre 1991 e 2004 | Variação demográfica do município entre 1991 e 2004 | Variação demográfica do município entre 1991 e 2004 |
| --------------------------------------------------- | --------------------------------------------------- | --------------------------------------------------- | --------------------------------------------------- |
| 1991                                                | 1996                                                | 2001                                                | 2004                                                |
| 3186                                                | 3313                                                | 3468                                                | 3589                                                |